# Théorie de Heim
La théorie de Heim (ou HQT, pour Heim Quantum Theory) est une tentative de « théorie unifiée » des interactions fondamentales, selon les termes de ses promoteurs, issue de travaux non publiés du physicien allemand Burkhard Heim (9 février 1925-14 janvier 2001), sur une longue période s'étendant des années 1950 aux années 1980. Le physicien Walter Dröscher y a également contribué, ainsi que Jochem Hauser. Cette théorie n'a pas fait l'objet de publications dans des revues scientifiques à comité de lecture et n'est pas citée dans d'autres travaux du milieu académique.  Elle apparaît aujourd'hui relever du domaine pseudo-scientifique, mais jouit néanmoins d'une certaine popularité auprès du grand public, en partie grâce au fait qu'elle a récemment bénéficié (fin 2005) d'une certaine publicité à la suite de l'annonce diffusée dans la presse généraliste que cette théorie permettrait un nouveau mode de propulsion spatiale révolutionnaire. 

## Généralités
Les travaux de Burkhard Heim s'étalent sur une longue période, depuis le milieu des années 1950 jusqu'aux années 1980 au moins. Il a revu et corrigé plusieurs fois ses premiers travaux. Son objectif ultime était de proposer une théorie du tout, capable donc d'unifier relativité générale et mécanique quantique. Ses travaux ne semblent pas avoir fait l'objet de publications dans des revues scientifiques à comité de lecture, à l'exception d'un article paru dans la revue Zeitschrift für Naturforschung  en 1977. Le reste de ses travaux a été publié dans deux ouvrages écrits en allemand mais jamais traduits, parus dans le courant des années 1980, puis des compléments publiés en collaboration avec Walter Dröscher. La théorie de Heim n'a donc jamais été diffusée selon les règles usuelles du milieu académique et n'a jamais été reprise par celui-ci. Elle ne peut de ce fait prétendre au statut de théorie scientifique.

## Contenu
La théorie de Heim n'a jamais été publiée dans des revues scientifiques à comité de lecture, et sa diffusion en dehors du circuit académique est très confidentielle. En particulier, le gros des travaux de B. Heim n'a jamais été traduit en langue anglaise. Il existe malgré tout un très petit nombre de promoteurs de la théorie de Heim, dont son ancien collaborateur Walter Dröscher, ainsi que Jochem Hauser, qui maintiennent un site Internet consacré à la théorie de Heim http://www.heim-theory.com/, sur lequel il est notamment indiqué : « Pour autant que nous sachions, il n'est pas prévu de procéder à une traduction en anglais des livres de Heim ». Ceux-ci présentent la théorie de Heim comme étant une « théorie unifiée », « concrétisant le rêve d'Einstein, après des décennies de travail solitaire [de la part de B. Heim] : une description géométrique complète de toutes les forces, et une formule pour les masses de toutes les particules élémentaires ». Il ne s'agit donc pas d'une unification entre la mécanique quantique et la relativité générale (gravitation quantique) ou d'une théorie du tout, mais les auteurs prétendent faire une tentative d'approche géométrique des interactions fondamentales, à l'image de la théorie de Kaluza-Klein développée dans les années 1920 par Theodor Kaluza et Oskar Klein qui se proposait d'unifier la relativité générale et l'électromagnétisme.
Les promoteurs de la théorie de Heim indiquent se fonder sur l'idée, initialement développée par Kaluza et Klein, que l'espace-temps possède plus de quatre dimensions, mais que les phénomènes physiques ne sont ressentis que dans un sous espace limité à quatre dimensions. Divers objets physiques existent dans les dimensions supplémentaires, et leur comportement dans celle-ci détermine l'influence qu'ils ont sur le monde sensible. Le nombre de dimensions supplémentaires est plus élevé dans la théorie de Heim que dans la théorie de Kaluza-Klein, ce qui permet, d'après ses promoteurs, d'unifier un plus grand nombre d'interactions fondamentales, et même de prédire l'existence de nouvelles particules élémentaires non observées à ce jour (voir ci-dessous).

### Formule de masse des particules élémentaires
Le résultat le plus mis en avant par ses défenseurs est la prédiction d'une formule de masse pour les particules élémentaires. Cette formule de masse a connu plusieurs versions. À celle initialement proposée par Heim en 1982 a succédé une autre version par lui-même en 1989, puis une troisième en 1996. Cette formule est présentée comme le succès le plus marquant, voire la preuve de la pertinence de ces travaux. Ces formules sont désormais disponibles en ligne, mais leur dérivation de cette formule n'est pas disponible en langue anglaise, ni en langue allemande sur le site des promoteurs de la théorie. Ces promoteurs de la formule affirment néanmoins que la précision avec laquelle la formule prédit un certain nombre de masses de particules élémentaires est une preuve a posteriori de son exactitude. Des détracteurs font remarquer que le fait que la formule de masse donne des résultats aussi précis est dû au fait que les valeurs des masses ne sont pas calculées par la théorie de Heim, mais utilisées par elle pour d'autres prédictions, relatives aux états excités de particules composites (mésons et hadrons). Les successeurs de Heim, n'ayant pas réalisé cet aspect, auraient ainsi utilisé les résultats de Heim pour calculer les masses des particules élémentaires, sans réaliser qu'ils ne faisaient que retrouver les valeurs de ces masses utilisées par Heim pour d'autres calculs. La confusion a semble-t-il pour origine le fait que les masses des particules n'étaient pas implémentées en tant que telles sur les travaux de Heim, mais approximées par différentes formules algébriques faisant intervenir diverses constantes mathématiques célèbres comme le nombre d'or, e ou π.
En tout état de cause, les prédictions de la théorie de Heim ne concernent essentiellement que des particules identifiées avant le début des années 1980, date à laquelle Heim travaillait sur le sujet.
En pratique, cette formule donne effectivement des masses souvent proches des contraintes actuelles, mais ne donne pas la masse de la totalité des particules élémentaires, et présente un nombre important de difficultés.
La formule de Heim ne donne pas la masse des quarks individuellement, mais uniquement celle de certains mésons et baryons connus avant 1982. Elle ne donne pas non plus celle des bosons de jauge W+, W− et Z0, découverts postérieurement à 1982. Elle prédit une masse aux neutrinos, mais ne prédit pas l'existence du phénomène d'oscillation de neutrinos découvert à la fin des années 1990. De plus, elle prédit l'existence de deux nouveaux types de neutrinos, avec des masses faibles (moins d'un électron-volt). De telles particules sont exclues par les mesures de la désintégration du boson Z0, qui limitent à 3 le nombre de familles de neutrinos dont la masse est inférieure à 45 GeV. Des observations cosmologiques, notamment l'abondance  des éléments légers issus de la nucléosynthèse primordiale invalident également l'existence de deux nouvelles familles de neutrinos légers (c'est-à-dire qui étaient relativistes au moment de la nucléosynthèse primordiale). La formule de Heim se trouve aussi être en très fort désaccord avec les données expérimentales concernant la durée du vie du neutron. La théorie de Heim ne prédit pas l'existence du boson de Higgs qui a été confirmée expérimentalement par l'accélérateur de particules du CERN, le LHC, en 2012. elle ne prédit pas non plus l'existence de la supersymétrie. Elle ne fait pas de prédiction concernant l'existence de la matière noire ou l'énergie noire mises en évidence par diverses observations astronomiques (voir Modèle standard de la cosmologie). Elle n'évoque pas non plus les problématiques de la baryogénèse, problème mal compris à l'heure actuelle et sujet très actif de recherche. La théorie de Heim ne fait pas non plus de prédictions sur les coefficients de la matrice de Cabibbo-Kobayashi-Maskawa. D'une manière générale, la théorie de Heim n'aborde pas les problèmes actuels de la physique des particules, reflétant vraisemblablement l'isolement de B. Heim et l'ancienneté de ses travaux.

### Propulsion spatiale
Une prédiction annoncée de la théorie de Heim est la présence d'une nouvelle particule, appelée gravitophoton. Cette particule, d'après B. Heim, serait le vecteur d'une nouvelle interaction fondamentale (autre que l'électromagnétisme, la gravitation, la force faible et la force nucléaire forte, donc) et pourrait être utilisée pour des applications dans le domaine de l'astronautique. L'idée, initialement proposée par Heim, a par la suite été reprise par ses successeurs, Walter Dröscher et Jochem Hauser. Ceux-ci ont notamment soumis plusieurs articles à l'American Institute of Aeronautics and Astronautics, association américaine regroupant des professionnels du secteur aéronautique n'ayant aucun lien avec le milieu académique. Cet article prétend que le graviphoton pourrait permettre l'élaboration d'un nouveau système de propulsion spatiale créant un champ antigravitationnel. Ce système est, d'après les auteurs, extrêmement simple : il consisterait en un anneau de matière supraconductrice qui serait mis en rotation et plongé perpendiculairement à un champ magnétique axial, par exemple créé par un solénoïde. D'après les auteurs, une telle configuration exercerait, par l'intermédiaire des gravitophotons, une accélération sur l'ensemble du dispositif. Ce résultat n'a pas fait l'objet de publications dans des revues scientifiques à comité de lecture, mais s'est néanmoins vu récompensé par un prix décerné par l'AIAA. Les auteurs indiquent que des travaux de Martin Tajmar et Clovis Jacinto de Matos corroborent leurs prédictions. Ces travaux prétendent avoir mis en évidence un phénomène prédit par la relativité générale, le gravitomagnétisme, mais avec une amplitude fantastiquement plus grande (plus de quinze ordres de grandeur) que ce que prédit cette théorie, et de ce fait en désaccord manifeste avec la quasi-totalité des tests de la relativité générale. Ces travaux n'ont de fait jamais été publiés dans des revues scientifiques à comité de lecture, et aucun élément concret ne permet d'affirmer que les effets mesurés ont effectivement à voir avec ce à quoi les auteurs les assimilent.
L'information concernant le prix reçu par Dröscher et Hauser, relayée par le journal New Scientist, a par la suite connu un certain écho. Le journal mentionne cependant avoir fait une enquête dans les milieux académiques, où la quasi-totalité des personnes interrogées ont indiqué ne pas trouver de sens aux propos de Dröscher et Hauser, l'une d'elles qualifiant les travaux de Heim de « largement incompréhensibles » et de « difficiles à mettre en relation avec la recherche en physique actuelle » .

#### Liens académiques
- Publications de Burkhard Heim, sur la base de données SPIRES.

#### Liens non académiques
- (en) heim-theory.com : groupe de diffusion de la théorie de Heim.
- (en) HPCC-Space : Articles en anglais publiés à l'American Institute of Aeronautics and Astronautics.